# Marcos Antonio Menezes Godoi
Marcos Antonio Menezes Godoi (sinh ngày 18 tháng 12 năm 1966) là một cầu thủ bóng đá người Brasil.

## Sự nghiệp câu lạc bộ
Marcos Antonio Menezes Godoi đã từng chơi cho Yanmar Diesel và Gamba Osaka.